# Июньский змей
«Ию́ньский зме́й» (яп. 六月の蛇 Рокугацу но хэби) — фильм, снятый японским режиссёром Синъей Цукамото. Выпуск состоялся в 2002 году.

## Сюжет
Действия фильма разворачиваются в японским мегаполисе. Ринко Тацуми, главная героиня, работает оператором службы поддержки. Она живёт в большом доме вместе со своим мужем Сигехико. Ринко беспокоит то, что их брак давно потерял былую страсть. Однажды девушка получает конверт от незнакомца с фотографиями, на которых она занимается мастурбацией. Отправителем оказался мужчина по имени Игути, который решил шантажировать женщину. Со временем она получает всё больше и больше фотографий и, не в состоянии игнорировать Игути, Ринко приходится слушать мужчину.
Используя телефон, Игути даёт ей указания. Сперва он просит требует от неё снять нижнее бельё и пройтись по станции метро в короткой юбке. Далее он просит её прогуляться по улице с включённым вибратором. Хотя шантажист и обещал отдать ей после этого плёнки с её фотографиями, на этом их взаимодействие не заканчивается. Продолжения супружеской пары продолжают ухудшаться, в то время как Ринко Тацуми, начавшая получать удовольствие от общения с шантажистом, решается на откровенную встречу с ним. Она заходит в укромный угол, после чего к ней подъезжает автомобиль, в котором находится Игути, начавший фотографировать женщину. Ринко это нравится и она продолжает раздеваться.
Однако всё это время за фотосессией наблюдал Сигехико. Он решил потребовать у Игути все фотографии, на которых запечатлена его жена. Они встречаются, но Игути захватил Сигехико щупальцем и начал избивать его, попутно делая снимки, наказывая тем самым мужа за его эгоизм. Когда после всего этого Игути исчезает из жизни пары, их отношения улучшаются, и теперь они снова начинают заниматься сексом.

## Актёрский состав
- Аска Куросава[яп.] — Ринко Тацуми
- Юдзи Котари — Сигехико
- Синъя Цукамото — Сигехико[1]

## Восприятие
Журналист издания Variety Дэвид Руни заметил, что мир фильма, хотя и выглядит холодным, одновременно интимный и безличный, сюжет нехарактерно оптимистичный для Цукамото. Также Руни похвалил композиции, выбранные в качестве музыкального сопровождения. Марк Шиллинг из Screen Daily видит в визуальной стилистике фильма как и классические, так и футуристические черты, а также отмечает возможное влияние режиссёров Робера Брессона и Карла Дрейера. Вместе с этим критик замечает, что «Июньский змей» отличается от предыдущих фильмов Цукамото, в которых он, начиная с «Тэцуо — железный человек», использует одни и те же приёмы. Питер Брэдшоу, журналист The Guardian, высоко оценил в произведении японскую эстетику и предположил, что если бы фильм был снят где-либо ещё, то он потерял бы «необычайный японский привкус». Джейми Рассел из BBC счёл фильм странным, но отличным от «дешёвых боевиков». В визуальной части картины он отметил «электрический» синий цвет, а в сюжете Рассел подмечает возвращение режиссёра к «навязчивой» теме сексуальных отношений, которая видоизменяется от «телесного ужаса» «Тэцуо» до «извращённой плоти» в «Июньском змее». Особенно критик выделяет работу Цукамото как оператора, поскольку он смог показать «безымянный» город как «ужасающий разрастающийся киберпанковский мегаполис».